# Maldives aux Jeux olympiques d'été de 2020

Badminton aux Jeux olympiques d'été Tokyo 2020

Les Maldives participent aux Jeux olympiques d'été de 2020 à Tokyo. Il s'agit de leur 9e participation aux Jeux d'été.

## Athlètes engagés
| Sport      | Hommes | Femmes | Total |
| ---------- | ------ | ------ | ----- |
| Athlétisme | 1      | 0      | 1     |
| Badminton  | 0      | 1      | 1     |
| Natation   | 1      | 1      | 2     |
| Total      | 2      | 2      | 4     |

## Résultats

### Athlétisme
Les Maldives bénéficient d'une place attribuée au nom de l'universalité des Jeux. Hassan Saaid dispute le 100 mètres masculin.
| Athlète      | Épreuve        | Tour préliminaire | Tour préliminaire | 1er tour | 1er tour | Demi-finale | Demi-finale | Finale  | Finale  |
| Athlète      | Épreuve        | Temps             | Rang              | Temps    | Rang     | Temps       | Rang        | Temps   | Rang    |
| ------------ | -------------- | ----------------- | ----------------- | -------- | -------- | ----------- | ----------- | ------- | ------- |
| Hassan Saaid | 100 m masculin | 10 s 70           | 4e                | Éliminé  | Éliminé  | Éliminé     | Éliminé     | Éliminé | Éliminé |

### Badminton
Les Maldives ont obtenu une invitation tripartite de la part de la Fédération mondiale de badminton.
| Athlète                        | Compétition  | Phase de groupes      | Phase de groupes            | Phase de groupes | 1/8e de finale   | Quarts de finale | Demi-finales     | Finale           | Finale   |
| Athlète                        | Compétition  | Adversaire Score      | Adversaire Score            | Rang             | Adversaire Score | Adversaire Score | Adversaire Score | Adversaire Score | Rang     |
| ------------------------------ | ------------ | --------------------- | --------------------------- | ---------------- | ---------------- | ---------------- | ---------------- | ---------------- | -------- |
| Fathimath Nabaaha Abdul Razzaq | Simple dames | He Défaite 6-21, 3-21 | Aghaei Défaite 14-214, 7-21 | 3e du gr. G      | Éliminée         | Éliminée         | Éliminée         | Éliminée         | Éliminée |

### Natation
Le comité bénéficie de place attribuée au nom de l'universalité des Jeux. 
| Athlète             | Épreuve                   | Série         | Série | Demi-finale | Demi-finale | Finale   | Finale   |
| Athlète             | Épreuve                   | Temps         | Rang  | Temps       | Rang        | Temps    | Rang     |
| ------------------- | ------------------------- | ------------- | ----- | ----------- | ----------- | -------- | -------- |
| Mubal Azzam Ibrahim | 100 m nage libre masculin | 58 s 37       | 69e   | Éliminé     | Éliminé     | Éliminé  | Éliminé  |
| Aishath Sajina      | 100 m brasse féminin      | 1 min 33 s 59 | 43e   | Éliminée    | Éliminée    | Éliminée | Éliminée |